# Zdzisław Nurkiewicz
Zdzisław Nurkiewicz ps. „Noc”, „Nieczaj”, „Bator”, „Błyskawica” (ur. 10 lutego 1901 we Włocławku, zm. 12 września 1980 w Czatkowicach) – podporucznik kawalerii Wojska Polskiego II Rzeczypospolitej.

## Życiorys
Syn Stanisława i Marii. W latach 1918–1919 służył jako ochotnik w 31 pułku strzelców kaniowskich, a kampanię wrześniową 1939 odbył w szeregach 27 pułku ułanów im. Króla Stefana Batorego w Nieświeżu. Został ciężko ranny. Dowódca Nowogródzkiej Brygady Kawalerii, gen. bryg. Władysław Anders awansował go na chorążego i wnioskował o odznaczenie Krzyżem Srebrnym Orderu Virtuti Militari.
W czasie II wojny światowej w konspiracji ZWZ i AK. W latach 1941–1942 w Obwodzie AK w Nieświeżu, kryp. „Strażnica”, „Niedźwiedzica”, a później w Obwodzie AK Stołpce.
W latach 1942-1944 działał w grupie ppor. K. Miłaszewskiego i organizował w Puszczy Nalibockiej dywizjon 27 pułku ułanów (nazywany przez miejscową ludność „Legionem Nurkiewicza” lub „Królem Nocy”).
Od lipca 1944 do stycznia 1945 walczył w Puszczy Kampinoskiej, powstaniu warszawskim i w lasach opoczyńskich. Rozbudował dywizjon i był jego ostatnim dowódcą. W czasie walk był dwukrotnie ranny. Ostatnie boje toczył wspólnie z 25 pułkiem piechoty AK Ziemi Piotrkowskiej.
Po rozwiązaniu oddziału w styczniu 1945 podjął pod przybranym nazwiskiem pracę jako górnik. 15 stycznia 1959 został aresztowany przez funkcjonariuszy SB. 25 marca 1960 wyrokiem Sądu Wojewódzkiego w Zielonej Górze został skazany na karę śmierci, zamienioną następnie na 15 lat pozbawienia wolności. Wolność odzyskał w czerwcu 1969 z powodu złego stanu zdrowia. W 1975 spisał swoje wojenne wspomnienia pt. "Straszny Dwór". Przez ostatnie 10 lat życia działał na rzecz kombatantów, dawnych podkomendnych i weteranów AK z "Grupy Kampinos". Pochowany na cmentarzu parafialnym Św. Marcina w Krzeszowicach.
W 2005 Sąd Okręgowy w Krakowie unieważnił wyrok wydany w 1960 i zrehabilitował go.

## Ordery i odznaczenia
- Krzyż Komandorski Orderu Odrodzenia Polski (pośmiertnie, 2010)[5]
- Krzyż Srebrny Orderu Wojennego Virtuti Militari[6]
- Krzyż Walecznych – trzykrotnie
- Krzyż Zasługi
- Krzyż Armii Krajowej
- Warszawski Krzyż Powstańczy
- Medal Wojska – czterokrotnie